# Stenellipsis cruciata
Stenellipsis cruciata är en skalbaggsart som beskrevs av Stefan von Breuning 1938. Stenellipsis cruciata ingår i släktet Stenellipsis och familjen långhorningar. Inga underarter finns listade i Catalogue of Life.